# David P. Smith
David P. Smith est un acteur, scénariste, réalisateur, artiste de storyboard, animateur et producteur américain né le 10 septembre 1968.

## Filmographie

### Acteur

#### Cinéma
- 2004 : Shrek 2 : l'héraut et l'homme avec une boîte
- 2004 : Gang de requins : Crazy Joe
- 2005 : Club Oscar : Crazy Joe
- 2005 : Madagascar : une araignée et le deuxième lémurien
- 2007 : Shrek le troisième : le serveur et le nain diabolique
- 2008 : Madagascar 2 : Bobby Dik Dik
- 2009 : Monstres contre Aliens : un soldat et le conseiller Jackson
- 2018 : Bilby : Bilby
- 2019 : Abominable : Goon
- 2020 : Les Trolls 2 : Tournée mondiale : plusieurs personnages
- 2021 : Baby Boss 2 : Une affaire de famille : le patron du film

#### Télévision
- 2006 : Shorty McShorts' Shorts : Duck le perroquet (1 épisode)
- 2011 : Secret Mountain Fort Awesome : voix additionnelles (1 épisode)
- 2014 : The Powerpuff Girls: Dance Pantsed : voix additionnelles
- 2014 : Mixels : Krader, Volectro et Zorch (12 épisodes)

#### Jeu vidéo
- 1999 : Fourmiz : Cutter
- 2004 : Gang de requins : Crazy Joe, Melvin et autres personnages

### Scénariste
- 2000-2003 : Les Supers Nanas : 4 épisodes
- 2001 : The Flintstones: On the Rocks
- 2001-2002 : Le Laboratoire de Dexter : 13 épisodes
- 2004 : Shrek 2
- 2004 : Gang de requins
- 2006 : Shorty McShorts' Shorts : 1 épisode
- 2008-2010 : Chowder : 2 épisodes
- 2011-2012 : Secret Mountain Fort Awesome : 10 épisodes
- 2014 : The Powerpuff Girls: Dance Pantsed
- 2014 : Mixels : 1 épisode
- 2018 : The Adventures of Rocky and Bullwinkle : 4 épisodes
- 2020 : Saturdays are Reanimated for Dads

### Réalisateur
- 2001 : The Flintstones: On the Rocks
- 2002 : Le Laboratoire de Dexter : 1 épisode
- 2006 : Shorty McShorts' Shorts : 1 épisode
- 2014 : The Powerpuff Girls: Dance Pantsed
- 2017 : Le Show de M. Peabody et Sherman : 3 épisodes
- 2020 : Les Trolls 2 : Tournée mondiale

### Animateur
- 1995-1996 : Drôles de monstres : 22 épisodes
- 2001 : The Flintstones: On the Rock
- 2004 : Shrek 2
- 2004 : Gang de requins
- 2005 : Madagascar
- 2007 : Joyeux Noël Shrek !
- 2020 : Bob l'éponge : 1 épisode

### Artiste de storyboard
- 1997-2002 : Le Laboratoire de Dexter : 14 épisodes
- 1998 : Histeria! : 1 épisode
- 1999 : Dexter's Laboratory: Ego Trip
- 1999-2003 : Les Supers Nanas : 7 épisodes
- 2001 : The Flintstones: On the Rock
- 2002 : Rudy à la craie : 1 épisode
- 2002 : Whatever Happened to... Robot Jones? : 1 épisode
- 2006 : Shorty McShorts' Shorts : 2 épisodes
- 2007 : Camp Lazlo: Shorts : 1 épisode
- 2008-2010 : Chowder : 2 épisodes
- 2010 : Scooby-Doo! Abracadabra-Doo
- 2011 : Le Monde incroyable de Gumball : 2 épisodes
- 2012 : Kick Kasskoo : 1 épisode
- 2012 : Mr. Pike
- 2014 : The Powerpuff Girls: Dance Pantsed
- 2015 : Bob l'éponge, le film : Un héros sort de l'eau
- 2016 : Tom et Jerry : Retour à Oz
- 2016 : Les Trolls
- 2017 : Baby Boss
- 2017 : Les Trolls : Spécial Fêtes
- 2018 : The Adventures of Rocky and Bullwinkle : 2 épisodes
- 2020 : Where's Waldo? : 3 épisodes
- 2021 : Gabby's Dollhouse : 5 épisodes
- 2021 : Scooby-Doo et la légende du Roi Arthur

### Producteur
- 2011-2012 : Secret Mountain Fort Awesome : 10 épisodes
- 2014 : The Powerpuff Girls: Dance Pantsed
- 2015-2016 : Le Show de M. Peabody et Sherman : 18 épisodes